# Sabin Drinceanu
Sabin Drinceanu (n. 1 noiembrie 1967, Moțăței, județul Dolj) este un pictor român.

## Date biografice
Sabin Drinceanu s-a născut la data de 1 noiembrie  anul 1967, în Moțăței, Dolj. A absolvit Universitatea de Arte, Facultatea de Restaurare din Timișoara, 2000 și Școala de Artă Monumentală a Patriarhiei Române - București, 1994. 
În anul 1997 devine membru a Uniunii Artiștilor Plastici din România, filiala Iași, secția artă plastică religioasă și restaurare. și membru în biroul de conducere a UAP Iași din 2006.
Administrator a firmei Euroart Iași din 2001 și președintele fundației Fundatia AXart- Iasi din 2000.

## Expoziții

### Expoziții personale
- 2011 Calatorii subiective, Galeria de artă Arcadia, Pașcani
- 2010: Pictura, Galeria Cuhnia, Centrul Cultural Palatele Brancovenești, Mogoșoaia (curator Doina Mândru)
- 2010: Conexiuni familiale, pictură, Galeria Fundației FiloArt, Dej (critic de artă Negoiță Lăptoiu)
- 2009: Temple, pictură, Galeria Cupola, Iași (critic de artă Valentin Ciucă)
- 2009: Icoane, panouri frescă, Galeria Moldova Mall, Iași (prezinta preot. Vasile Vaida)
- 2007: Experiment sacru, Galeria Triconc Iași (critic Alexandra Titu)
- 2006: Buna Vestire, icoane, Galeria Triconc, Iași ( critic de arta Valentin Ciucă)
- 2005: Culoarea spiritului, pictură, Centrul Cultural Român, Budapesta, Ungaria (director Mircea Opriță)
- 2004: Imagine Sacra, Centrul Cultural Român, Veneția, Italia (director prof I.A.Pop)
- 2003: Die Kunst - der Weg zu Gott, (Arta - Drumul spre D-zeu) – Biserica Crucii - Kreuzkirche (Wolfsburg, Germania)
- 1999: Icoane pe lemn, Capela Românească, Viena.
- 1999: Panouri frescă, Centrul Cultural German, Iași (critic de artă Constantin Prut)
- 1997: Icoane pe lemn, Galeria „Trianon”, Iasi (Prof. Gheorghe Macarie)
- 1994: Expoziție de icoane pe lemn, Casa de Cultură, Târgu Neamț (critic de artă Valentin Ciucă)

### Expoziții de grup
- 2010: Bienala de desen, Galeria „Cupola”, Iași
- 2010: Oameni, pictură, Ateneul Popular „Tătărași”, Iași
- 2009 Pictura, Galeria Triconc, Iași
- 2008: Bradul de Ingeri, concursul « Bradul de Craciun » Moldova Moll, Iași
- 2007: Saloanele Moldovei- Chisinau, Bacău
- 2006-2007: Salonul „Artis”, Iași
- 2000: Sacrul in arta, Centrul Cultural German, Iași.
- 2000: Saloanele Moldovei, Bacau , Chișinău
- 1999: Icoane pe lemn si sticla, Galeriile Trianon, Iași

### Pictura murală, catapetesme și restaurare de biserici din patrimoniul cultural român
- 2011: Frescă, Biserica „Sfinții Arhangheli Mihail și Gavriil”, Perșani, Brașov
- 2010: Fațada, Biserica „Sfinții Arhangheli Mihail și Gavriil”, Parohia Postelnicu Fir, Craiova
- 2010: Restaurare sc. XX - frescă, „Biserica Sf. Prooroc Ioan Botezatorul”, Fagaraș, Brașov
- 2010: Frescă, Biserica „Biserica Sf. Mare Mucenic Gheorghe”, Părău, Brașov
- 2008: Frescă, Biserica „Sfinții Împărați Constantin și Elena”, Câmpulung, Argeș
- 2008: Frescă, Biserica „Sfânta Treime” Scânteia, Iași
- 2007: Portal, Mănăstirea Samurcășești, Ciorogarla, Ilfov
- 2007: Biserica „Buna Vestire” Recea, Brașov
- 2007: Mozaic hram, Biserica „Adormirea Maicii Domnului”, Sighetu Marmației, Maramureș
- 2006: Frescă, „Paraclisul Sfantului Ierarh Nicolae”, Mănăstirea Horaița, Crăcăoani, Neamț
- 2006: Mozaic hram, Biserica „Sf. Nicolae”, Moțăței, Dolj
- 2005: Frescă, Biserica „Sfinții Împărați Constantin și Elena”, Bogonos, Lețcani/Iași
- 2005: Frescă (completare pictura), Biserica „Adormirea Maicii Domnului”, Sighetu Marmației, Maramureș
- 2004: Vitralii, Biserica Sfântul Nicolae-Copou, Iași
- 2004: Acrilic, Biserica „Adormirea Maicii Domnului”, Coropceni, Iași
- 2002-2006: Fresca, mozaic hram, Biserica „Sf.Treime, Budești, Maramureș
- 2002: Mozaic hram, „Mănăstirea Ghighiu”, Izvorul Tamaduirii, Ghighiu, Prahova
- 2001: Restaurarea catapetesmei (pictura sec.XVIII),  Biserica „Sfântul Nicolae”, Ciorbesti, Iași
- 2001:  Icoanele praznicare, tempera pe lemn aurit, Parohiile Horpaz și Ciurbesti, Iași
- 2001-2005: Frescă, Catapetesma bisericii – tempera pe lemn aurit, Biserica „Sf.Nicolae”, Alămor, Sibiu
- 2001: Frescă, Icoanele catapetesmei – tempera pe lemn aurit, Mozaic hram – „Sf. Gheorghe” si „Sf. cel Mare și Sfânt”, Biserica „Militară”, Iași
- 2000: Frescă, Catapeteasma manastirii – icoane pe lemn aurit, Mănăstirea „Sf. Treime”, Orlat, Sibiu
- 2000: Portalul (tempera),  Mănăstirea „Ghighiu”, Ghighiu, Prahova
- 1999: Restaurarea icoanelor din sec XIX, „Biserica de lemn” , Dorohoi
- 1998: Cazeina, Biserica „Sf. Împărați”, Dumbrava, Iași
- 1998: Frescă, Capela „Casa Russu”, Berința, Maramureș
- 1997: Frescă, Biserica „Sfinta Cuvioasa Parascheva”, Chiscani, Brăila
- 1996: Frescă, Restaurarea catapetesmei, lemn si metal, sec XIX, Biserica „Sfântul Nicolae”, Țifești, Vrancea
- 1996: Frescă, Biserica „Sf. Gheorghe”, Hașag, Sibiu
- 1996: Tempera, Biserica „Sf.Paraschiva”, Dorohoi
- 1995: Catapeteasma(tempera pe lemn), Trapeza, „Mănăstirea Hadâmbu”, Iași
- 1993: Frescă, Biserica „Sf.Nicolae”, Marginea, Neamt
- 1992: tempera, Biserica „Sfântul Ioan Botezătorul”, Moțăței, Dolj

Paraclisul (restaurare pictura sec.XX), Mănăstirii Ghighiu, Ghighiu, Prahova
Restaurarea catapetesmei – pictura sec XVIII

## Premii
- 2013: Marele Premiu acordat de UAP din Romania la Salonul ARTIS, Iasi[3]
- 2011: Diploma de excelență, acordată de U.A.P. Iași la Salonul ARTIS
- 2010: Diploma de excelență, acordată de U.A.P. Iași
- 2004: Diploma de excelență, acordată de Mitropolia Moldovei și Bucovinei
- 2002: Distincție de vrednicie acordată de ÎPS Daniel, Mitropolitul Moldovei și Bucovinei
- 2000: Distincție de vrednicie acordată de ÎPS Daniel, Mitropolitul Moldovei și Bucovinei